# Jan Pazdur
Jan Pazdur (ur. 27 grudnia 1909 r. w Kasinie Wielkiej, zm. 18 grudnia 2001 r. w Warszawie) – polski historyk techniki i archiwista, profesor.

## Życiorys
Był absolwentem Uniwersytetu Jagiellońskiego w Krakowie. Od 1932 roku pracował jako nauczyciel historii w kieleckim Gimnazjum św. Stanisława Kostki. Po wybuchu II wojny światowej został aresztowany i przebywał w więzieniach: najpierw w Kielcach, a w latach 1940–1945 w obozie w Sachsenhausen; podczas pobytu w obozie brał udział w ruchu konspiracyjnym. Po wyzwoleniu obozu zaangażował się w tworzenie polskiego gimnazjum w Lubece. Ostatecznie powrócił do Kielc, gdzie ponownie podjął pracę nauczyciela, a następnie – w latach 1951–52 - objął kierownictwo tamtejszego Wojewódzkiego Archiwum Państwowego. W 1949 roku otrzymał stopień naukowy doktora, a w 1959 roku - tytuł profesora nadzwyczajnego. Jako historyk techniki zaangażował się w organizację Instytutu Historii Kultury Materialnej Polskiej Akademii Nauk (obecnie: Instytut Archeologii i Etnologii PAN), w którym pracował od 1954 roku, pełniąc funkcję m.in. zastępcy dyrektora Instytutu. Od 1955 roku zasiadał w radzie naukowej Muzeum Techniki i Przemysłu NOT w Warszawie. W latach 70. XX wieku związał się międzynarodowym ruchem, mającym na celu ochronę zabytków przemysłowych, którego wynikiem było założenie Międzynarodowego Komitetu Zachowania Dziedzictwa Przemysłowego TICCIH. Był założycielem i wieloletnim Przewodniczącym Polskiego Narodowego Komitetu TICCIH (obecnie: Polski Komitet Ochrony Dziedzictwa Przemysłowego TICCIH) oraz jednym z założycieli Polskiego Towarzystwa Historii Techniki. W 1973 roku został mianowany profesorem zwyczajnym.

Jan Pazdur był jednym ze współredaktorów i współautorów wydanej w latach 70. XX wieku sześciotomowej Historii kultury materialnej Polski w zarysie. Opublikował monografię historyczną Kielc w latach 1863–1939. Pracował również nad cyfrowym atlasem polskiej historii kultury materialnej. Był autorem idei powołania Ekomuzeum w Dolinie Rzeki Kamiennej z siedzibą w Starachowicach, który to zamysł został zrealizowany z chwilą utworzenia w 2001 roku starachowickiego Muzeum Przyrody i Techniki, noszącego imię profesora. Był działaczem Polskiego Towarzystwa Turystyczno-Krajoznawczego.

Za swą działalność został odznaczony m.in. Krzyżem Kawalerskim Orderu Odrodzenia Polski.